# ガーメントバッグ

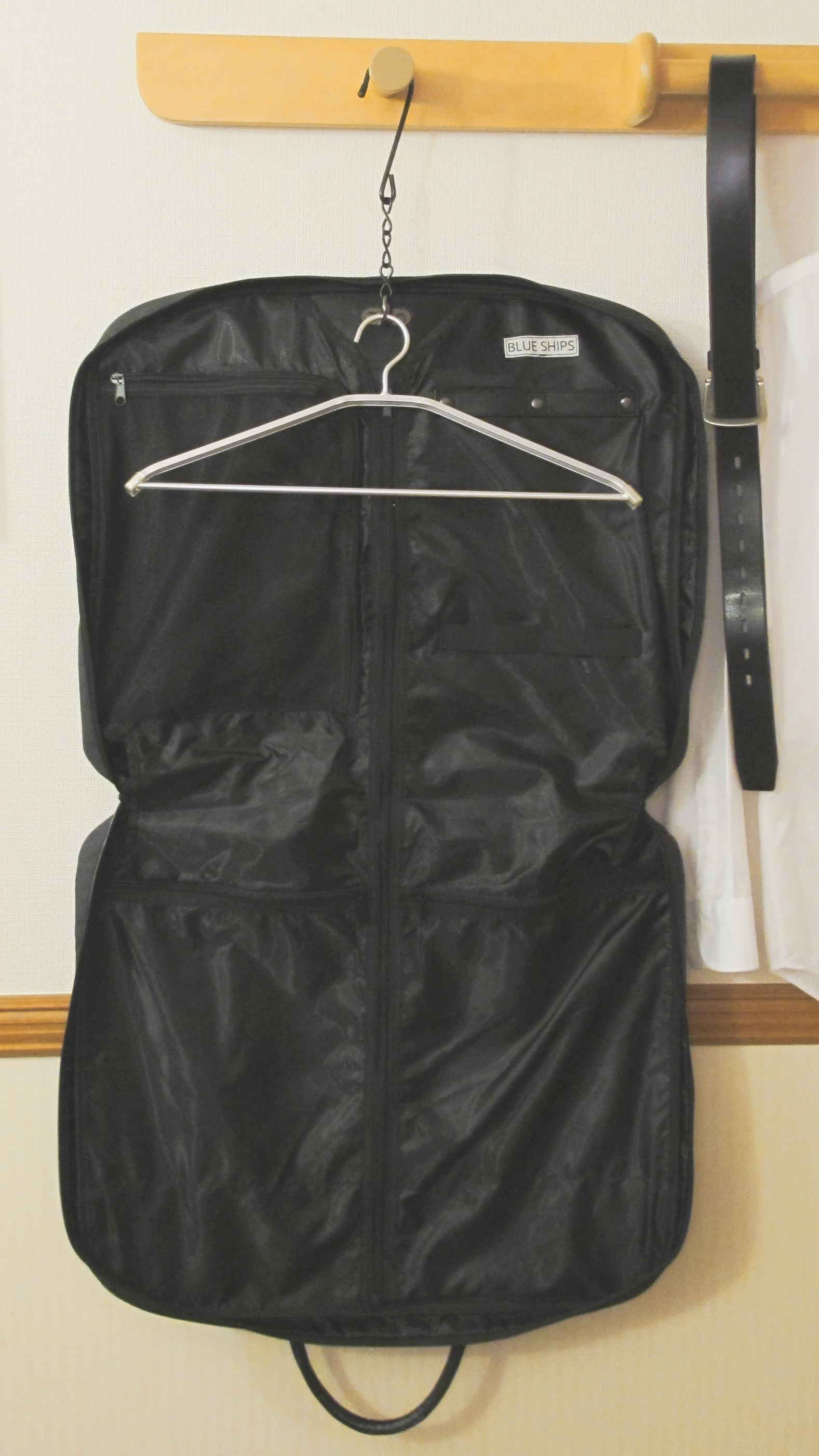
ガーメントバッグ

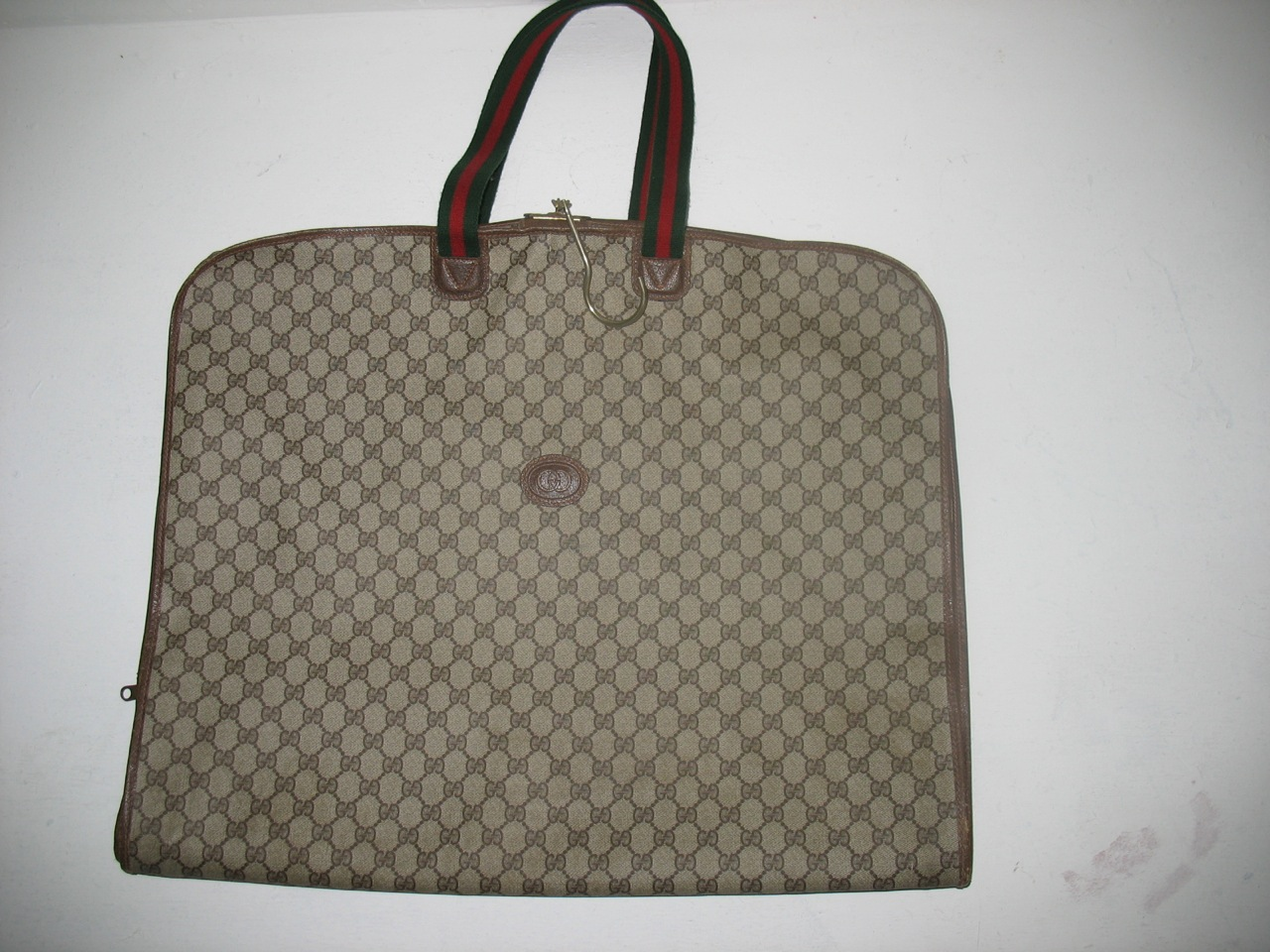
グッチのガーメントバッグ

ガーメントバッグ（英語: garment bag）もしくはスーツバッグ（英語: suit bag）は、曲げやすい素材でできた入れ物で、一般的には背広、ジャケット、衣服を運ぶのを容易にするため、そしてハンガーにかけたままバッグの中に入れ、クローゼットに入れることで衣服を埃から守るために使われる。最も単純なものは一方の真ん中に上から下に開くジッパーがついている。布、革、プラスチックなどさまざまな材料で作られる。
ガーメントバッグのいくつかのものには、肩で持つためのストラップがついていることがあり、取っ手がついていることもある。入れる服（ジャケット、コート、ドレスなど）の長さにより形と大きさが異なる。片手で簡単に持ち運ぶために中央で折りたたむことのできる2つの持ち手があるタイプのガーメントバッグもある。
ガーメントバッグにより衣服をほこり、汚れ、臭いから守ることができる。旅行中であってもワードローブにぶら下げている場合でも服を良い状態に保つのに役立つ。中を確認できるように、窓が付けられているものもある。

## 危険性
薄いプラスチック製のガーメントバッグは、子供が使って遊ぶと窒息死の危険性がある。